# Fabio Conforto
Fabio Conforto   (Trieste, 13 d'agost de 1909 - Roma, 24 de febrer de 1954) va ser un matemàtic italià.
Va ser escolaritzat a Viena, a on la seva família es va traslladar poc després de néixer ell. Retornats a Trieste després de la Primera Guerra Mundial, va reprendre els estudis secundaris amb dificultat pel seu desconeixement de l'idioma italià. A continuació, va estudiar matemàtiques al Politècnic de Milà i finalment a la universitat de Roma La Sapienza, on es va graduar el 1931. Després d'una estança a la universitat de Göttingen va retornar a Roma va treballar a l'Istituto per le applicazioni del calcolo de Mauro Picone i també va ser professor de la universitat de Roma des de 1939, fins a la seva prematura mort als 46 anys el 1954.
Conforto va ser un dels geòmetres algebraics italians més originals de la seva generació, però també estava interessat en l'anàlisi matemàtica, les funcions abelianes i les matemàtiques aplicades. Va publicar un centenar d'obres, entre llibres i articles científics.